# Лобач Тетяна Георгіївна
Тетяна Георгіївна Лобач (нар. 8 січня 1974, Хмельницький, Хмельницька область, УРСР, СРСР) — українська і російська політична діячка. Депутатка та віцеспікерка Законодавчих зборів Севастополя у 2019—2021 роках, депутатка Державної думи VIII скликання з 2021 року.
Через вторгнення Росії в Україну перебуває під міжнародними санкціями Євросоюзу, США, Великої Британії та інших країн.

## Біографія
Тетяна Лобач народилася 8 січня 1974 року в Хмельницькому.
У 1996 році закінчила географічний факультет Чернівецький державний університет ім. Ю. Федьковича. У 2006 році закінчила навчання в Центрі довузівської, післядипломної та магістерської підготовки Тернопільського державного університету за спеціальністю «менеджмент організацій», кваліфікація — «менеджер-економіст».
У лютому 2016 року з відзнакою закінчила магістратуру Російської академії народного господарства і державної служби при Президентові Російської Федерації за напрямом підготовки «Державне і муніципальне управління».
Лобач є кандидаткою у майстри спорту з плавання, грає у великий теніс. Одружена, виховує сина.

### Політична діяльність
У 2000 році Лобач стала директором приватного підприємства «Тетянин мис». Засідала в IV і V скликаннях Балаклавської районної Ради, у 2010—2011 роках була заступником голови Балаклавської районної адміністрації з економічних питань. У 2011—2014 роках очолювала Балаклавську районну раду VI скликання.
До 2014 — член Партії регіонів, після анексії Криму — член партії Єдина Росія. У вересні 2019 року її обрали депутаткою Законодавчих Зборів Севастополя II скликання, вона стала віцеспікеркою.